# De Olyphant (Haarlem)
In het centrum van Haarlem stond tot 1688 de bierbrouwerij De Olyphant, van deze brouwerij resteert nu alleen het gebouwencomplex. De twee panden aan het Spaarne zijn op 27 november 1969 ingeschreven als rijksmonument. De panden hebben gelijke trapgevels.

## Geschiedenis
Van welk bouwjaar de panden zijn is niet geheel duidelijk. De gemeente Haarlem geeft 1630 en de Vereniging Hendrick de Keyser geeft 1606 als bouwjaar. Vermoedelijk werden de panden gebouwd naar aanleiding van een brand in de brouwerij in 1606. De brouwerij bestond rond 1550 in ieder geval al. De brouwerij is tot 1668 actief geweest.
Na het sluiten van de brouwerij werd het pand in 1688 gesplitst, het linker gebouw werd vermoedelijk al sinds de bouw als bedrijfspand gebruikt. Na de splitsing werd Frederik Clinghenbergh de eigenaar en gebruikte het als ververij. Het rechter gebouw werd gekocht door toen voormalig schepen Hendrick Duyst van Voorhout. Het pand was tot 1668 vermoedelijk de woning van de brouwer en Duyst van Voorhout heeft het ook als zodanig gebruikt. Rond 1750 werd het pand gemoderniseerd, onder andere marmeren schoorsteenmantels en houten lambriseringen werden geplaatst.
In 1889 waren er plannen om het hoekhuis te slopen, dit kon niet doorgaan omdat de twee panden te veel met elkaar verbonden zijn. Uiteindelijk werden er een boven- en benedenwoning in het pand aangebracht. Ook werd het pand aan de achterkant uitgebreid. De panden kwamen in 1929 in handen van de Vereniging Hendrick de Keyser, deze heeft de panden tussen 1968 en 1976 laten restaureren.

## Exterieur
Aan de buitenzijde, in de Wijdesteeg, is een gevelsteen met daarop een olifant geplaatst. Daarnaast heeft het pand op nummer 23 ook een gevelsteen op de binnenplaats.
De gevels van de panden zijn trapgevels en bevatten natuurstenen blokken, banden en ontlastingsbogen. De hoeveelheid natuursteen was in die tijd een indicatie van de rijkdom van de eigenaar: natuursteen moest namelijk uit de Zuidelijke Nederlanden of Duitsland komen.
De beide gevels hellen iets naar voren, ze zijn 'op vlucht' gebouwd. Per verticale meter staat de gevel een centimeter naar voren.
De puien van beide gevels zijn verbouwd, hierdoor zijn alleen de bovenste delen van de gevels nog aan elkaar gelijk.

## Interieur
De zolders waar het mout gemout werd, zijn bewaard gebleven.